# Epiplema sponsa
Epiplema sponsa är en fjärilsart som beskrevs av Swinhoe 1895. Epiplema sponsa ingår i släktet Epiplema och familjen Uraniidae. Inga underarter finns listade i Catalogue of Life.